# Pena-roja
|  | Aquest article tracta sobre municipi del Matarranya. Vegeu-ne altres significats a «Pena-roja (Capafonts)». |

Pena-roja (en castellà, Peñarroya de Tastavins) és una vila i municipi de la comarca aragonesa del Matarranya (Terol).
La temperatura mitjana anual és de 11,3° i la precipitació anual, 540 mm.

## Rogativa Pena-roja - Vallibona
Pena-roja i Vallibona són pobles germans des del segle xiv. La llegenda explica que una pesta va deixar Vallibona sense dones, i 7 hòmens van trobar dona a Pena-roja. Cada set anys se celebra la rogativa de Vallibona (los Ports) a Pena-roja (lo Matarranya), en un camí de set hores que creua la Tinença de Benifassà. Les últimes rogatives han estat les dels anys 2012 (19 de maig), 2005 i 1998.